# 파라마운트 글로벌
파라마운트 글로벌(Paramount Global)은 미국의 글로벌 대중 매체 복합 기업이다. 바이어컴과 CBS 코퍼레이션이 2005년에 분할되었다가 2019년 12월 4일에 다시 합병하면서 파라마운트 글로벌로 탄생하게 되었고 2022년에 현재 사명으로 변경되었다. 내셔널 어뮤즈먼트가 지분 79.4%를 보유하고 있다.

## 회사 조직
파라마운트 글로벌는 다섯개의 조직(패러마운트 미디어 네트웍스, CBS 엔터테인먼트 그룹, 파라마운트 픽쳐스, 파라마운트 글로벌 컨텐츠 디스트리뷰션 그룹, 파라마운트 스트리밍)으로 이루어져 있다.
패러마운트 미디어 네트웍스는 미국 내 유료 방송 채널들로 이루어져 있다. 대표적인 채널들로는 MTV, 니켈로디언, 쇼타임, 코미디 센트럴, TV 랜드, 패러마운트 네트워크, 스미스소니언 채널 등이 있다. 이 채널들과 관련된 제작 시설과 애니메이션 제작사들도 가지고 있다. 자회사 패러마운트 미디어 네트웍스 인터네셔널은 이들 채널의 해외 사업을 담당한다. 영국과 오스트레일리아, 아르헨티나, 칠레에서는 현지의 지상파 채널인 채널 5, 네트워크 텐, 텔레페, 칠레비시온을 운영한다.
CBS 엔터테인먼트 그룹은 CBS와 CBS 뉴스, CBS 스포츠, CBS 스튜디오, 관련 지역 방송 자산을 보유하고 있다. BET와 VH1도 담당한다.
파라마운트 픽쳐스는 극장용 영화의 제작과 배급에 집중하며 텔레비전 프로그램도 제작한다. 파라마운트 애니메이션과 파라마운트 플레이어스 레이블도 소유하고 있다.
파라마운트 글로벌 컨텐츠 디스트리뷰션 그룹은 파라마운트에서 제작한 프로그램의 배급과 라이센싱을 담당한다.
파라마운트 스트리밍은 OTT 서비스에 집중한다. 대표적인 서비스에는 플루토 TV와 파라마운트+가 있다.
이들 조직 외의 자산에는 사이먼 & 슈스터 출판사와 비드콘, 벨라토르 MMA가 있다.